# Erde-Mond-Schwerpunkt

Erde und Mond kreisen um ihren gemeinsamen Schwerpunkt – nicht maßstabsgetreue Illustration

Der Erde-Mond-Schwerpunkt ist der gemeinsame Schwerpunkt (Baryzentrum) im Erde-Mond-System. Wenngleich der Mond von der Erde aus gesehen (geozentrisch) scheinbar um das Zentrum der Erde rotiert, drehen sich – in der Betrachtung aus einem sonnenfesten System – jedoch sowohl die Erde als auch der Mond um ihr gemeinsames Baryzentrum. Dieses liegt wegen der weit überwiegenden Masse der Erde noch im Erdinnern (genauer: im Erdmantel), fällt aber nicht mit dem Erdmittelpunkt zusammen.
Die Mondbahn ist dabei kein Kreis, sondern annähernd elliptisch mit dem Erde-Mond-Schwerpunkt in einem Brennpunkt der Ellipse. Durch die Exzentrizität der Mondbahn variiert der Erde-Mond-Abstand um über 13 Prozent zwischen (im Durchschnitt) 356.410 und 406.740 km im Rhythmus des anomalistischen Monats. Sowohl der Mond als auch der Erdmittelpunkt haben somit einen variierenden Abstand zum Erde-Mond-Schwerpunkt.
Das System Erde-Mond mit dem Erde-Mond-Schwerpunkt als gemeinsamem Schwerpunkt umkreist als Gesamtes die Sonne.

## Grundlagen
Ein im schwerelosen Zustand rotierender Körper dreht sich stets um seinen Massenschwerpunkt. In Bezug auf äußere Kräfte bewegt sich der Schwerpunkt seinerseits so, als ob die gesamte Masse des Körpers in ihm vereinigt wäre. Beispielsweise bewegt sich der Schwerpunkt eines in die Höhe geworfenen Hammers exakt auf einer Wurfparabel, während der Hammer eine Drehung um den nahe am Hammerkopf liegenden Schwerpunkt ausführt.
Entsprechendes gilt auch für einen aus zwei Himmelskörpern bestehenden „Doppelkörper“ (Zweikörpersystem) wie z. B. Erde und Mond: ihre Bewegung im Raum kann zerlegt werden in
- eine Bewegung des gemeinsamen Schwerpunkts auf einer keplerschen Ellipsenbahn um die Sonne, unter dem Einfluss der von ihr ausgeübten Gravitationskraft; die „Erdbahn“ um die Sonne ist also eigentlich die Bahn des Erde-Mond-Schwerpunkts.
- eine Drehbewegung von Erde und Mond um den gemeinsamen Schwerpunkt. Die Rotation umeinander resultiert darin, dass die Erde auf ihrer Bahn um die Sonne in radialer und vertikaler Richtung schwingt. Diesen Effekt bezeichnet man als monatliche oder lunare Bahnstörungen (engl. lunar perturbation) der Erde bzw. terrestrische Störungen des Mondes. Ihre Periode beträgt wie die der Mondphasen etwa 29½ Tage.

## Berechnung
In erster Näherung genügt es, Erde und Mond als punktförmige Massen zu betrachten. Die Lage des gemeinsamen Schwerpunkts auf der Verbindungslinie der beiden Massezentren bestimmt sich nach der Definition des Massenmittelpunkts als Abstand {\displaystyle r_{\mathrm {E} }} vom Erdmittelpunkt und als Abstand {\displaystyle r_{\mathrm {M} }} vom Mondmittelpunkt:
{\displaystyle r_{\mathrm {E} }=r\,{\frac {m_{\mathrm {M} }}{m_{\mathrm {E} }+m_{\mathrm {M} }}}}
{\displaystyle r_{\mathrm {M} }=r\,{\frac {m_{\mathrm {E} }}{m_{\mathrm {E} }+m_{\mathrm {M} }}}}
mit
- der punktförmigen Masse {\displaystyle m_{\mathrm {E} }} der Erde
- der punktförmigen Masse {\displaystyle m_{\mathrm {M} }} des Mondes
- ihrem mittleren gegenseitigen Abstand {\displaystyle r=r_{\mathrm {E} }+r_{\mathrm {M} }\approx 384.000\;{\text{km}}}

Da die Massen von Erde und Mond in einem Verhältnis von rund 81:1 stehen:
{\displaystyle m_{\mathrm {E} }\approx 81\cdot m_{\mathrm {M} }}
liegt ihr gemeinsamer Schwerpunkt etwa um ein Zweiundachtzigstel des Abstandes der beiden Massezentren außerhalb des Massezentrums der Erde:
{\displaystyle \Rightarrow r_{\mathrm {E} }\approx {\frac {1}{81+1}}\cdot r\approx {\frac {384.000\;{\text{km}}}{82}}}
also ca. 4700 km vom Erdmittelpunkt entfernt in Richtung des Mondes bzw. etwa 1700 km unter der Erdoberfläche.

## Radialschwankung

Modell der Radialschwankung

Während die Bahn des gemeinsamen Schwerpunkts um die Sonne eine fast perfekte Keplerellipse darstellt, verlässt die Erde diese Bahn um bis zu 4700 km. Es ergibt sich eine Welligkeit von ca. 0,03 ‰ (als Quotient aus 4700 km und dem mittleren Sonne-Erde-Abstand von einer AE) – eine Abweichung, die in maßstabsgetreuen Darstellungen nicht erkennbar ist.
Beim Mond beträgt die Schwankung aber immerhin 1,2 %. Weil sich die Erde vom Mond aus gesehen hinter dem Bahnmittelpunkt befindet, ist die Differenz der Bahnachse der Mondbahn und ihrer linearen Exzentrizität um 4700 km oder 1,2 % kleiner als die Perigäumsdistanz sowie die Summe der Mondbahnachse und ihrer linearen Exzentrizität um 4700 km oder 1,2 % kleiner als die Apogäumsdistanz.
Umgekehrt schwankt auch die Entfernung des Erdmittelpunkts zum Erde-Mond-Schwerpunkt um 1,2 %, also etwa ±60 km in Rhythmus der  anomalistischen (keplerschen) Bahnperiode des Mondes.

## Vertikalschwankung
In vertikaler Richtung ist die Schwankung weniger ausgeprägt als in radialer Richtung. Die Ebene der Mondbahn ist um etwa 5° gegen die Ekliptikebene – die Ebene der Erde-Sonne-Rotation – geneigt. Der Mond bewegt sich auf der einen Hälfte seiner Bahn um die Erde oberhalb und während der anderen Hälfte unterhalb der Ekliptikebene, die auf der anderen Seite des Baryzentrums befindliche Erde läuft auf der anderen Seite der Ekliptikebene; beim Lauf über die andere Bahnhälfte ist es für beide Körper gerade umgekehrt. Wegen des relativ kleinen Neigungswinkels und der Nähe der Erde zum Baryzentrum beträgt diese Schwankung der Erde nur wenige hundert Kilometer.